# Vexitomina coxi
Vexitomina coxi é uma espécie de gastrópode do gênero Vexitomina, pertencente a família Horaiclavidae.